# آمینو اکتینومیسین دی-۷
آمینو اکتینومیسین دی-۷ (به انگلیسی: 7-Aminoactinomycin D) با فرمول شیمیایی C62H87N13O16 یک ترکیب شیمیایی با شناسه پاب‌کم 91744 است. که جرم مولی آن ۱۲۷۰٫۴۳ گرم بر مول می‌باشد. شکل ظاهری این ترکیب، پودر بنفش است.